# Soul Sacrifice
Soul Sacrifice ist ein Action-Rollenspiel des japanischen Entwicklers Marvelous AQL aus dem Jahr 2013. Es entstand in Zusammenarbeit mit Sonys Entwicklungsstudio Japan Studio als Exklusivtitel für die Handheld-Konsole PlayStation Vita. Das Konzept stammt aus der Feder von Keiji Inafune. 2014 erschien eine erweiterte Fassung unter dem Titel Soul Sacrifice Delta.

## Handlung
Das Spiel beginnt für die Spielerfigur in einer Gefängniszelle. Er ist Gefangener des Magiers Magusar, der für seine eigene Unsterblichkeit regelmäßige Menschenopfer benötigt. Die Spielerfigur droht sein nächstes Opfer zu werden. Der einzige Ausweg scheint ein sprechendes magisches Buch zu sein, dass die Spielerfigur in verschiedenen Episoden vergangene Schlachten zwischen Magiern und Opfern nacherleben lässt. Mit dem allmählich angesammelten Wissen muss der Spieler die Fähigkeiten erlangen, mit denen er Magusar besiegen kann.

## Rezeption
Die Wertungen für Soul Sacrifice waren mehrheitlich positiv (Metacritic: 77 %):

„Soul Sacrifice punktet mit riesigem Umfang, haufenweise relevanten Belohnungen und einem eingängigen Kampfsystem, das jedoch auf Dauer Ermüdungserscheinungen zeigt.“

Die erweiterte Fassung Soul Sacrifice Delta wurde etwas besser bewertet (Metacritic: 82 %):

„Mit sinnvollen Verbesserungen ausgestatteter Quasi-Nachfolger der Monsterjagd.“

In der ersten Verkaufswoche in Japan wurden 92.396 Einzelkopien und 22.050 Doppelpacks des Spiels verkauft. Das entsprach 76 % der ursprünglichen Lieferkapazität und machte es zum dritten Vita-Titel nach Hatsune Miku: Project Diva F und Persona 4 Golden, der in der ersten Verkaufswoche mehr als 100.000 Kopien absetzen konnte. In den digitalen Jahresverkaufscharts des PlayStation Networks für das Jahr 2013 belegte der Titel Platz 5 unter den PS-Vita-Titeln und Platz 7 im Gesamtranking von PS Vita/PS3. Soul Sacrifice Delta verkaufte sich in Japan in der ersten Woche 48.736 Mal, womit es die Verkaufscharts aller Plattformen anführte. Dies entsprach einer Durchverkaufsrate von 58,88 % der ursprünglichen Liefermenge.